# Božena Krejčová

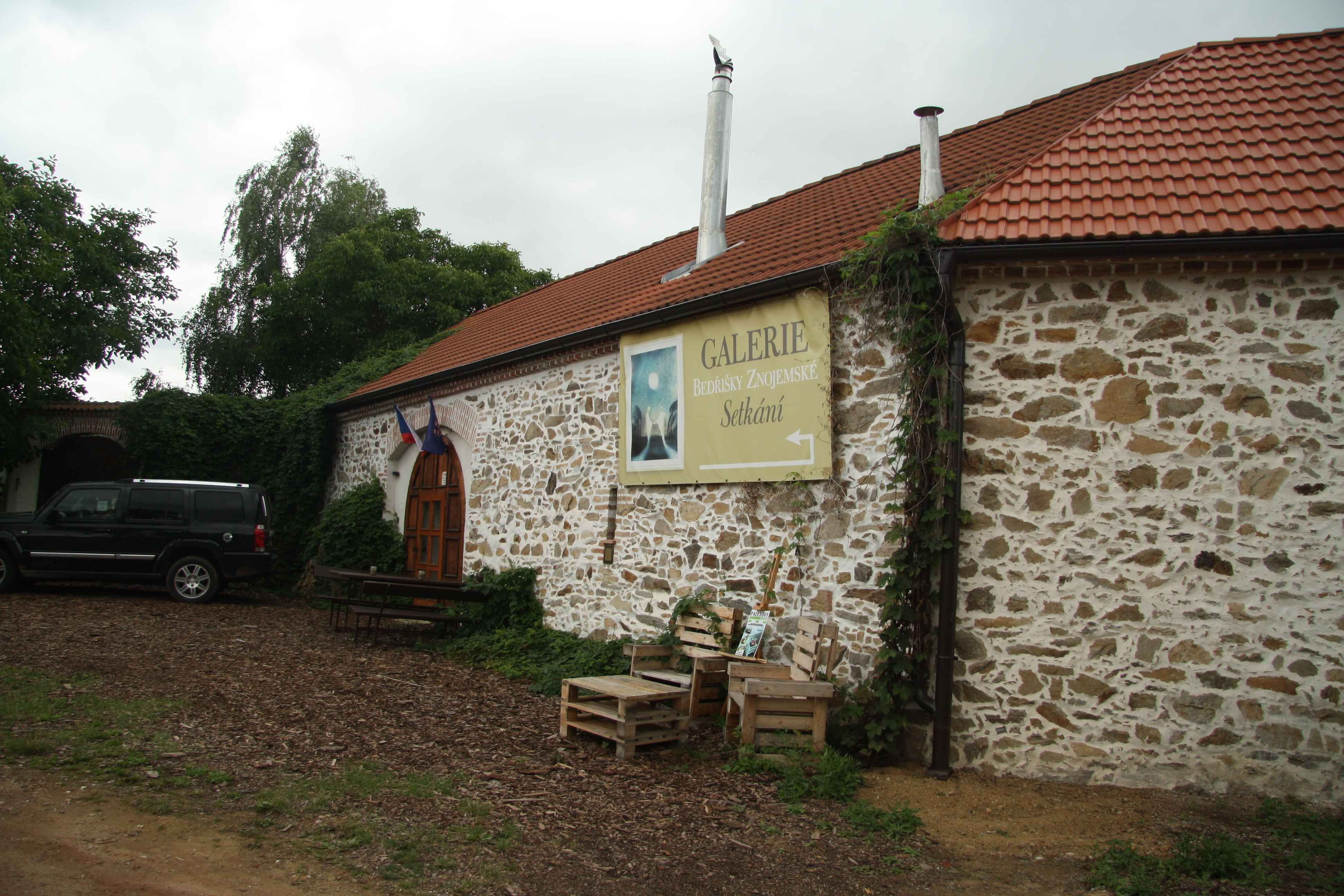
Galerie Setkání Bedřišky Znojemské v Jiřicích u Moravských Budějovic, okr. Znojmo (fotografie z roku 2016)

Božena Krejčová (pseudonym Bedřiška Znojemská, roz. Fritzová; 2. června 1928 Znojmo – 18. prosince 2021 Praha) byla česká malířka.

## Životopis
Začala studovat lékařskou fakultu, po třetím semestru ji prověrková komise vyloučila ze studia jako „náboženskou fanatičku“. Pracovala poté v nemocnici ve Volarech a později v různých pražských nemocnicích. V Praze se soukromě věnovala malířskému studiu u Emanuela Frinty a Františka Kotzeka.
V roce 1959 se provdala za Bořivoje Krejčího, což byl vlastně i začátek společné práce na chrámovém umění, výstavách, sakrální tvorbě, výzdobě zvonů apod. Kromě malby se spolu s manželem věnovali také obnově kostelních mobiliářů – například v Křižanově nebo Dyjákovičkách. Když jim za jejich činnost v 70. letech hrozilo vězení, uchýlili se do samoty Červeného mlýna.
V letech 1965 až 1989 spolupracovala s Katolickými novinami, pro které připravovala každý týden ilustrační obrázek k evangeliu dané neděle. V této době také zvolila svůj pseudonym Bedřiška Znojemská (Bedřiška podle svého dívčího jména Fritzová, Znojemská podle rodiště).
Po roce 1989 vystavovala i v zahraničí – ve Švédsku, Portugalsku, Německu, Francii, USA či Kanadě.
Patřila mezi málo českých malířek, soustavně se věnujících náboženské tematice. Její obrazy mají náboženský obsah, vypravují o náboženském ději, avšak současně se brání statičnosti. Docházela až k samotné hranici exprese, těžiště viděla ve vnitřním zamyšlení postav.

## Ocenění
V roce 2015 se stala nositelkou Ceny Jihomoravského kraje.
V červenci 2018 obdržela jako osobnost brněnské diecéze Řád sv. Cyrila a Metoděje.